# Mundialito de Triatlo Rápido
O Mundialito de Triatlo Rápido é um campeonato de triatlo realizado anualmente em um dos domingos de janeiro na cidade de Balneário Camboriú. Passa pela Avenida Atlântica, rua Alvim Bauer, Avenida da Lagoa e rua 1101.

## Vencedores
- 1999 - ?
- 2000 - ?
- 2001 - ?
- 2002 - ?
- 2003 - ?
- 2004 - ?
- 2005 - Brasil
- 2006 - Estados Unidos
- 2007 - México
- 2008 - Brasil
- 2008 - Canadá (Seguido de Alemanha e Brasil)[1]